# Russell Gunn
Russell Gunn (Chicago, 20 oktober 1971) is een Amerikaanse jazzmuzikant (trombone, trompet, bugel, toetsen, percussie) van de modern jazz.

## Biografie
Russell Gunn groeide op in East St. Louis en won in 1989 een amateurconcours als trompettist, maar hij hield zich aanvankelijk alleen bezig met hiphop. Daarna speelde hij in de band van Oliver Lake en ging hij begin jaren 1990 naar New York. Hij werkte daar in het neo-bop jazzcircuit met Branford Marsalis' band Buckshot LeFonque en het Lincoln Center Jazz Orchestra en werkte mee aan albums van Wynton Marsalis, Greg Tardy, James Hurt en Carlos Garnett. In 1992 nam hij met Hurt, Tardy en Stefon Harris en Eric Revis zijn eerste album Gunn Fu op als leader voor HighNote Records. Zijn albums Ethnomusicology Vol. 1 (2000) en Ethnomusicology Vol. 2 (2002) werden genomineerd voor de Grammy Award, waarbij hij, net als in het Buckshot LaFonque-project van Marsalis, eigentijdse stijlen als rhythm-and-blues en hiphop betrekt.
Tegenwoordig werkt Gunn met het ensemble Bionic, waarmee hij het album Krunk Jazz opnam en met de kleinere formatie Electrik Butterfly.

## Discografie
Als leader
- 1996: Gun Fu (HighNote Records)
- 1997: Love Requiem (HighNote Records)
- 1998: Ethnomusicology Vol. 1 (HighNote Records)
- 1999: Smokin' Gunn (HighNote Records)
- 2004: Mood Swings (HighNote Records)

Als sideman en co-leader
- 1994: Oliver Lake: Dedicated to Eric Dolphy (Black Saint)
- 1994: Wynton Marsalis: Blood on the Fields(Columbia Records)
- 1997: Carlos Garnett: Under Nubian Skies (HighNote Records)
- 2003: Josh Roseman: Treats for the Nightwalker (Enja Records)